# Teiú-comum
O teiú-gigante (nome científico: Salvator merianae, anteriormente chamado Tupinambis merianae), ou teiú-comum, também conhecido como teju e lagarto-marau, é uma espécie de lagarto que habita grande parte do Brasil (com exceção da floresta amazônica) e norte da Argentina e Uruguai. Habita desde florestas até cerrados e a caatinga nordestina. Tais répteis chegam a medir até 1,4 metro de comprimento e pesar quase 5 quilos, sendo considerados um dos maiores representantes de sua família. Os machos são maiores que as fêmeas. É um animal de hábito generalista e oportunista, sendo considerado onívoro. Os lagartos, assim como todas os clados de sauropsida (excetuando-se as aves), apresentam como padrão a ectotermia, ou seja, incapacidade de regular a temperatura corporal internamente. Porém, o S. merianae possui a capacidade de aumentar a sua taxa metabólica durante o período reprodutivo a níveis próximos ao de mamíferos e aves, gerando calor e mantendo sua temperatura mais elevada do que a do ambiente. Essa característica configura um padrão de endotermia sazonal reprodutiva.

## Etimologia
A origem do nome “Teiú” deriva-se da língua Guarani da palavra “Teju”, que se remete a lagarto. Já o nome do gênero origina-se do nome de Jesus Cristo, que também é chamado de Salvador.
Nomes populares: Tegu, Teiú, Tejo, Teju, Tejú, Tiju e Tiú. O fato que corrobora a diversidade de nomes para um mesmo animal, é a influência geográfica (cada região denomina de uma maneira.)

## Taxonomia e Sistemática
O teiú-comum (Salvator merianae) pertence à família Teiidae, grupo popularmente conhecido como Teiídeos. Esta família é conhecida por possuir espécies morfologicamente semelhantes, dificultando sua diferenciação. Teiidae é um grupo irmão de Gymnophthalmidae, sendo que ambas possuem sua origem no período cretáceo médio. Hoje em dia a família dos teiídeos conta com 16 gêneros viventes e 151 espécies.
A taxonomia e sistemática dos gêneros dessa família possui diversas imperfeições, isto é, existem problemas na classificação adequada das espécies em seus respectivos gêneros, passando por alguns rearranjos sistemáticos.
Dessa forma, a família passou por uma reorganização por meio de um estudo taxonômico que adotou características morfológicas e moleculares para sua reestruturação, originando novos gêneros e algumas mudanças em outros.
Antes desse rearranjo o Teiú era inserido no gênero Tupinambis, sendo denominado Tupinambis merianae. Entretanto percebeu-se que este gênero possui espécies com notórias diferenciações e foi decidido dividi-lo em dois gêneros: Salvator e Tupinambis. Dessa forma, o Teiú passou a pertencer ao gênero Salvator, sendo designado Salvator merianae.

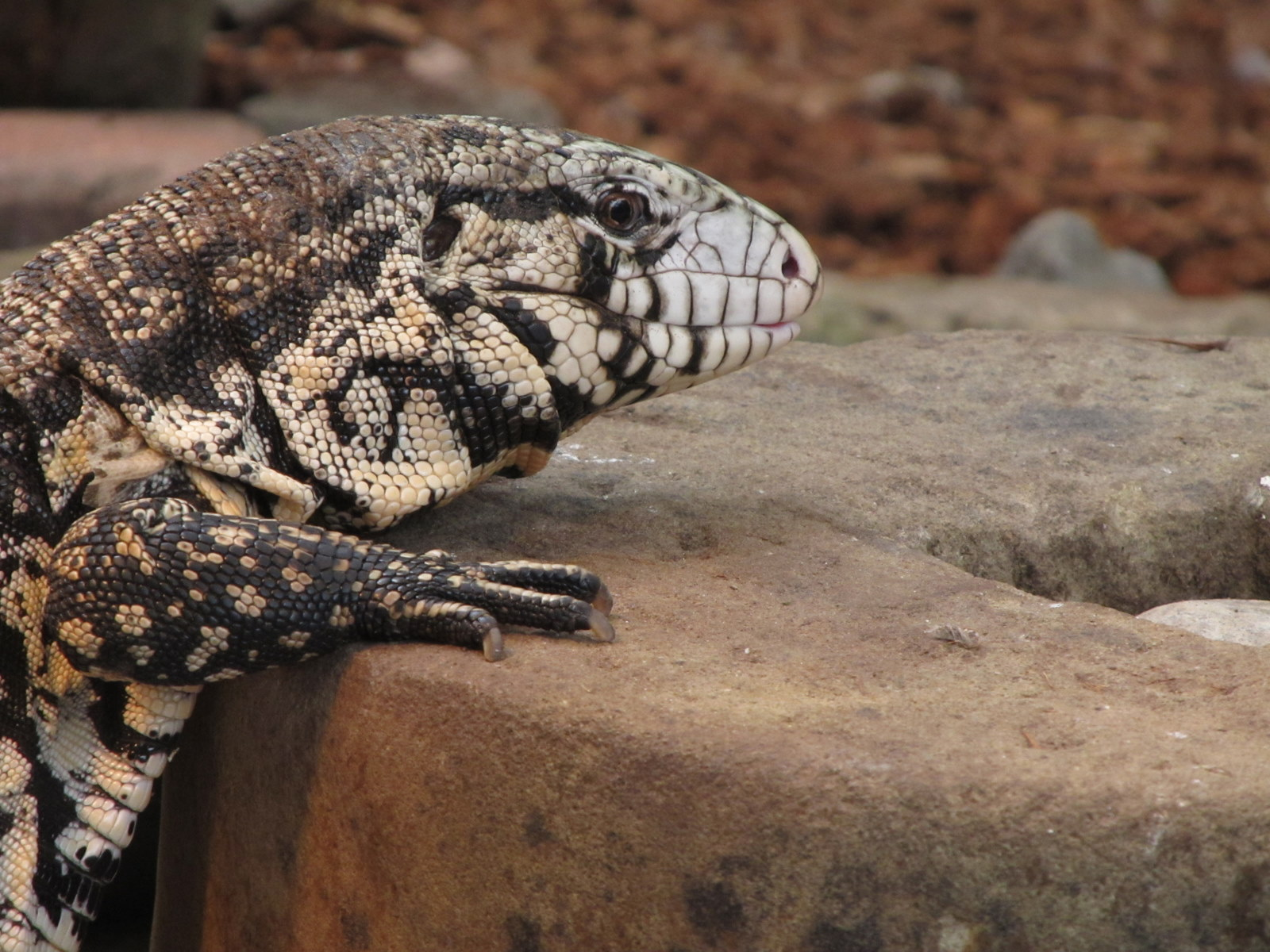

Rearranjos como este são importantes para evitar erros em cascata, isto é, quando pequenas falhas taxonômicas interferem gradualmente em estudos ecológicos e biogeográficos, sendo que a medida que se acumulam, resultam em grandes equívocos, que podem até impactar na elaboração de estratégias de conservação.
O gênero Salvator abrange algumas das maiores espécies de lagarto do Continente Americano, e é caracterizado por possuir características exclusivas, como a combinação de dois loreais ventrais lisos, uma calda subcilíndrica com dois anéis caudais completos, uma pupila reniforme, linha completa de grânulos supraoculares ausentes, e por fim um sulco intertimpânico incompleto ou ausente, distinguindo-se dessa maneira do aparentemente semelhante gênero Tupinambis.
Além disso as espécies do gênero Salvator são mais aparentadas com o gênero Dracenas, sendo relacionadas a uma distribuição ao sul da Amazônia. Já Tupinambis assemelha-se mais ao gênero Crocodilurus, distribuindo-se majoritariamente na região Amazônica.
Neste momento o gênero Salvator detém 3 espécies: Salvator duseni , Salvator merianae e Salvator rufescens.

## Distribuição Geográfica

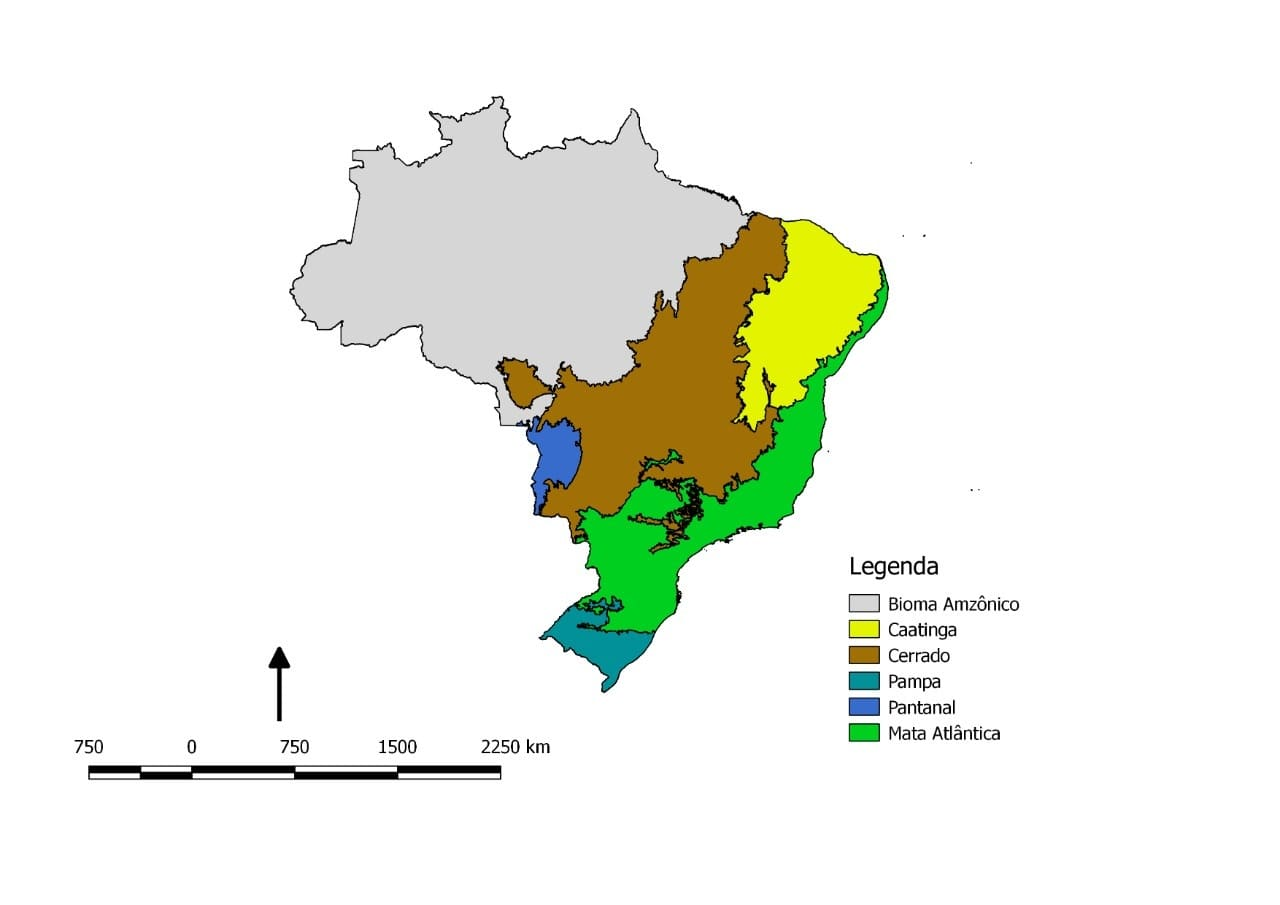
Mapa elaborado para elucidar a relação dos Biomas brasileiros com a distribuição da espécie, se mostrando uma espécie generalista que habita diferentes localidades

Os teiús são encontrados na América do Sul, compreendendo o leste dos Andes até o sul do rio Amazonas, mais especificamente em países como Paraguai, Bolívia, Argentina, Uruguai e o Brasil, onde distribui-se através dos biomas  Pampa, Mata Atlântica, Cerrado, Caatinga e Pantanal sendo que não foi possível identificar registros de sua distribuição no Bioma Amazônico. Dessa forma, pode-se inferir que há registros da espécie desde o norte da Argentina até o início do norte brasileiro. Além disso muitos indivíduos da espécie estão sendo utilizados como animais chave para a recuperação de ambientes degradados como a Mata Atlântica, sendo um ótimo indicador de qualidade do meio.

## Biologia e História Natural

### Ciclo de vida
No que diz respeito ao ciclo de vida, pode-se notar que em outras espécies da família Teiidae como por exemplo nas espécies Tupinambis, apresentam um número de ninhada (prole) alta, às configurando como “R estrategistas” as quais produzem um grande número de descendentes visando o sucesso dos nascimentos dos mesmos. O período médio para se atingir a maturidade sexual é de quatro anos, tendo em vista que o crescimento populacional dessa família ocorre de forma lenta, por outro lado se mostram muito resistentes à mudanças significativas do seu meio (mudanças de curta duração), quando já adultos o período de reprodução ocorre durante longos períodos e em dias mais quentes. A duração da vida da espécie S. meriane foi relatada em cativeiro, variando entre 17 e 20 anos (Brito et al., 2001), apresentando uma longevidade alta.
De acordo com os dados supracitados, foi exemplificado a família da espécie em questão Salvatori meriane, de forma a demonstrar como o ciclo de vida ocorre nesta espécie, sendo necessário desta forma, estudos mais detalhados e específicos no que diz respeito ao ciclo de vida da espécie em questão.  

### Reprodução
A reprodução do teiú é predominantemente ovípara, com grandes ninhadas, associada ao tamanho corporal das fêmeas, que podem variar entre 24 a 49 ovos no ambiente natural e de 26 a 37 ovos em cativeiro. Durante o período de reprodução, os machos e fêmeas apresentam alterações na demanda de temperatura, uma vez que os machos necessitam de maiores temperaturas em relação às fêmeas, entretanto as fêmeas reprodutivas possuem temperaturas maiores que as não reprodutivas. Geralmente, as fêmeas realizam a nidificação em arbustos ou próximo a construções.

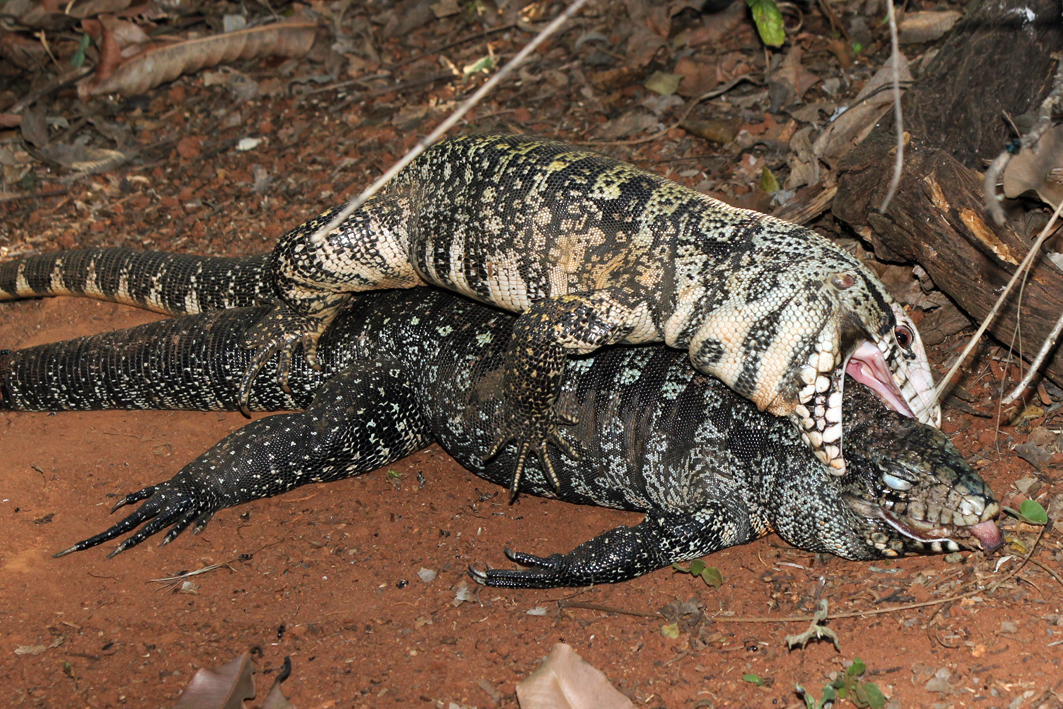

Ainda sobre a reprodução, podemos destacar um ato peculiar por parte dos machos, onde que no Brasil, obteve-se o registro de uma tentativa de acasalamento com uma fêmea morta, ato que configura uma necrofilia. O macho mordia o pescoço da fêmea e se preparava para copular durante dois dias seguidos, mesmo com o cheiro de putrefação e decomposição. Tal comportamento pode ser explicado pelo fator temperatura, que nos dias em questão a estava entre 29º C a 33º C, influenciando na temperatura do cadáver da fêmea exposta ao sol e ao clima quente.

### Alimentação
O hábito alimentar do lagarto é caracterizado por ser amplamente diverso, variando entre animais (invertebrados e vertebrados), carcaças, ovos e frutas, sendo esta última associada a dispersão de sementes, importante função ecológica para o ambiente. Desta forma, o Salvator merianae, é considerado um onívoro, com uma estratégia generalista e oportunista, de modo que se alimenta de acordo com os recursos disponíveis no local.

### Regulação Corpórea
Os teiús da espécie Salvator merianae, são répteis de hábitos diurnos (ativos durante o dia) podendo ser facilmente visto em dias chuvosos ou quentes (nos meses entre agosto de abril), quando a mudança de clima chega, buscam abrigo em tocas cavadas na terra em períodos de seca ou frio , desta forma, o período de inatividade em que os animais se mantêm nos seus abrigos é entre maio e julho, havendo queda metabólica ou depressão metabólica, deixando a temperatura corpórea se equilibrar com  a do seu abrigo, dispensando deste modo a termorregulação comportamental. 
Foi observado que durantes a estação reprodutiva, alguns lagartos Teiús conseguiram manter uma temperatura acima do ambiente o qual estava inserido (10ºC), levando a constatação que alguns destes indivíduos tem a capacidade de conservar o calor bem como aprimorá-la, se demonstrando um indivíduo que em certas ocasiões possui hábitos de endotérmico e em outras ectodérmico.
Os endotérmicos possuem altas taxas de metabolismo bem como sua temperatura corpórea elevada, o qual pode ser atingida por meio da atividade locomotora, por outro lado os ectotérmicos necessitam do meio em que está inserido para a termorregulação corpórea, e ajustes cardiovasculares os quais carecem de algumas substâncias químicas e celulares para sustentar sozinho o metabolismo

### Comportamento e ecologia
Os teiús possuem hábitos diurnos, terrestres e são forrageadores, ou seja, buscam ativamente seus recursos alimentares. Além disso, o teiú se apresenta mais ativo durante as variações sazonais, que são aproximadamente durante os meses de novembro e dezembro.

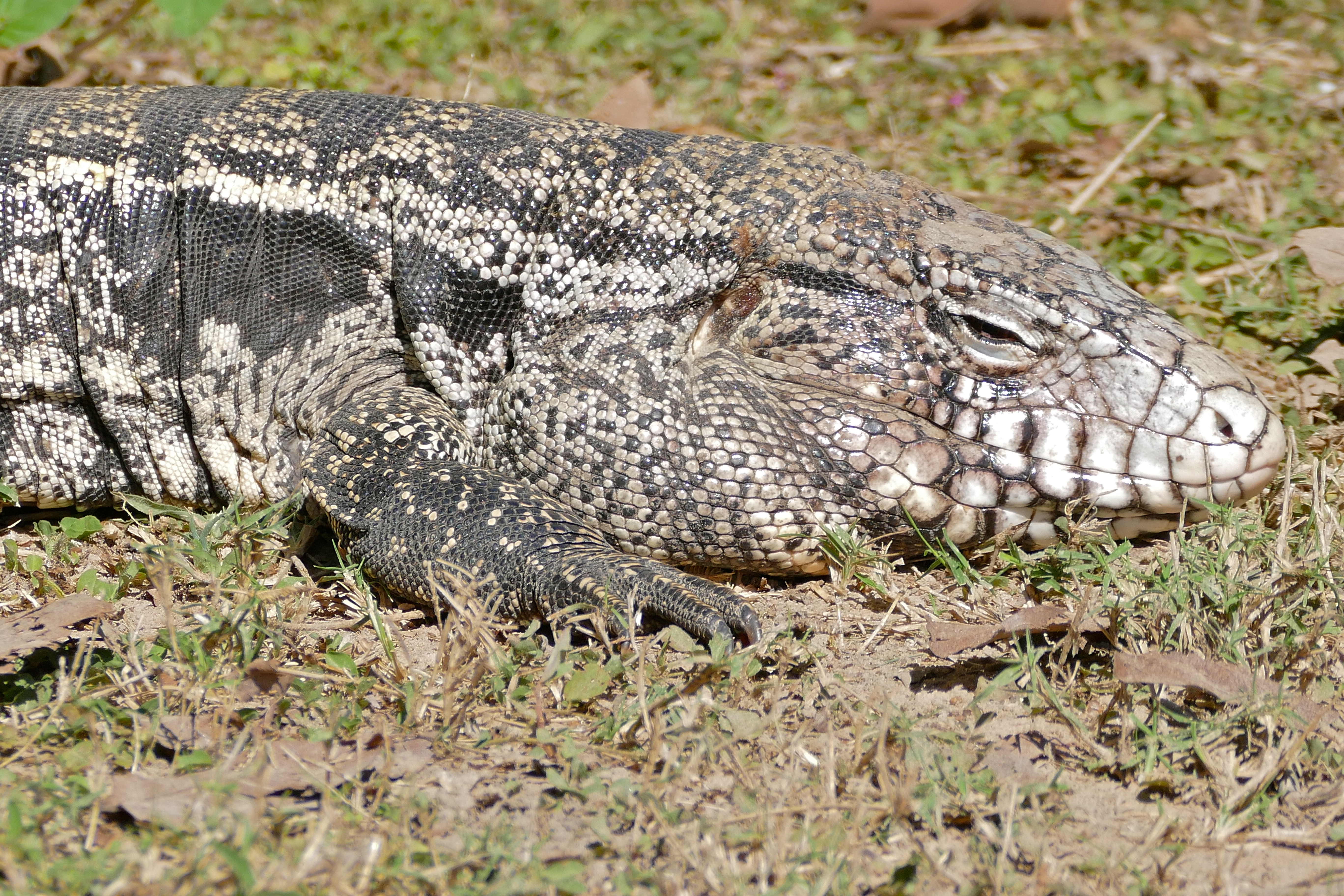

Por ser considerado uma espécie ectotérmica, o teiú possui necessidade de hibernar nas regiões subtropicais e temperadas. As populações de teiú são conhecidas por se defenderem através de fuga para locais protegidos como tocas e ninhos. Além disso, eles apresentam comportamentos fisiológicos com o objetivo de defesa contra predadores, sendo assim, o ato de inflar e levantar o corpo, emitir sons, morder, e realizar ataques com a cauda, assim como a autotomia caudal podem ser comumente demonstradas pela espécie quando a mesma se sente em perigo. A mordida da espécie para os seres humanos pode resultar em dores, inflamações, infecções, fratura, hemorragia e até mesmo perda de tecido. A espécie apresenta comportamentos de territorialismo por parte dos machos. Além disso, apresenta potencial invasor que pode ocasionar em desequilíbrios ambientais. O comportamento do teiú só pode ser acompanhado durante a noite.

### Dispersão de sementes
O teiú também pode atuar como dispersor de sementes de diversas espécies vegetais, visto seu hábito alimentar generalista e oportunista, incluindo a frugivoria. Visto que a maioria dos lagartos são carnívoros, alguns elementos podem ter colaborado para o desenvolvimento dessa relação mutualística ao longo da história, como a escassez de recursos alimentares somado com a alta densidade populacional.
Entretanto, pouco se conhece a respeito da qualidade do serviço de dispersão. Alguns estudos já indicam que a dispersão feita pela Teiú não otimiza a porcentagem ou a velocidade de germinação das sementes, como é visto no processo feito por animais tradicionalmente dispersores, como aves e mamíferos. Isso acontece pois a dispersão feita por lagartos trata-se de uma relação de mutualismo recente, quando comparada aos outros animais supracitados.
Apesar da dispersão de sementes feita pelo teiú configurar-se um processo pouco efetivo, torna-se de extremamente importante, especialmente para espécies vegetais com sementes adaptadas para serem dispersadas por animais já extintos, (dependendo assim de organismos oportunistas como o teiú) e em ecossistemas instáveis, onde nem todas as espécies dispersoras conseguirão desempenhar sua função durante o ano todo (neste caso o teiú contribuirá aumentando o repertório de espécies disponíveis para dispersão de sementes).

## Ameaças e Conservação

### Status de conservação
A espécie Salvator merianae foi avaliada em 2014, e classificada no status Não ameaçada - Menor risco (LC), pela Lista Vermelha de Espécies Ameaçadas da IUCN (União Internacional de Conservação da Natureza). Desta forma, a espécie é considerada estável, e pode estar associada a sua alimentação generalista e habitat tão variado, as populações vêm resistindo a diversas ameaças, como predação e caça.

### Conservação
A elaboração de Planos de Manejo é necessária para minimizar os riscos que as espécies estão sujeitas. Desta forma, os países da América do Sul (Bolívia, Paraguai e Argentina), possuem planos e programas, que possuem como objetivo monitorar as populações de lagartos do gênero Salvator em seus respectivos países. As pesquisas para a espécie são fortemente recomendadas, como por exemplo, para estimativas das populações existentes, que podem ser encontradas em áreas urbanas, rurais e protegidas  e também evitar que as populações sejam submetidas a um declínio.

### Ameaças
A maior ameaça para a espécie é pela demanda em obter suas peles (couros), consumo da carne e também para utilizá-los como pets, retirando os do seu habitat natural, processo no qual outras espécies de lagartos também estão submetidas. Como por exemplo, na década de 1980, que foi marcada pela comercialização anual de 1,9 milhões de pele do lagarto Tupinambis.  A comercialização ilegal do gênero Salvator, está sendo reduzida devido ao monitoramento do CITES (Convenção sobre o Comércio Internacional das Espécies da Fauna e da Flora Silvestres Ameaçadas de Extinção) e também por países da América do Sul, como Bolívia, Paraguai e Argentina, que possuem Programas de Planos de Manejo.

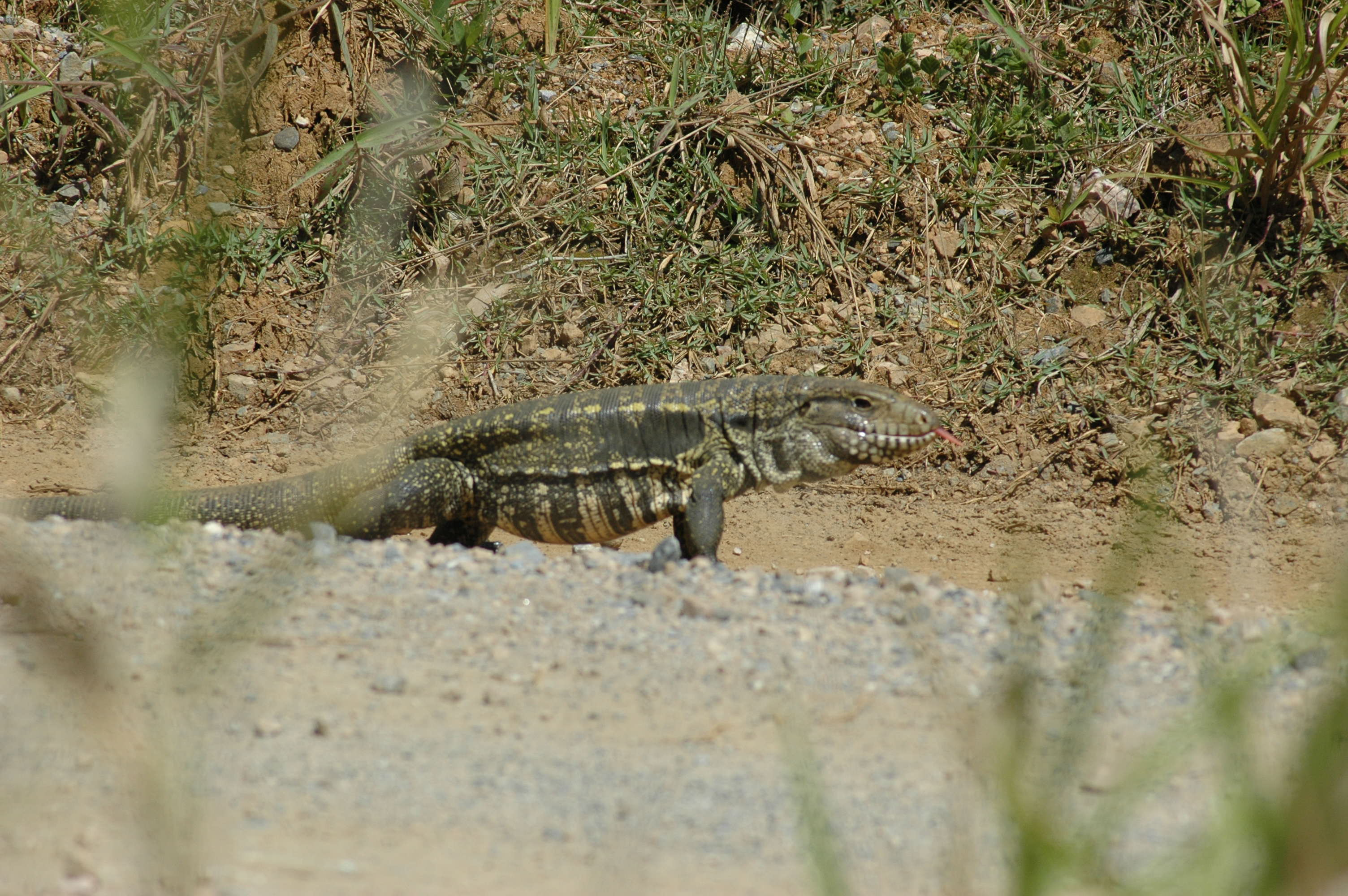

Os atropelamentos de fauna são preocupantes para a sobrevivência da fauna. Dentre as espécies que se destacam nos maiores índices de atropelamentos e óbitos, S. merianae representa 11,48% do total de 64,86% dos dados obtidos sobre os répteis. Os fatores que puderam levar a essa elevada taxa, são devidas particularidades fisiológicas da espécie, que buscam ambientes com maiores temperaturas, além de sua elevada abundância.

### Potencial de invasor
Considera-se que a presença de espécies invasoras são um dos principais riscos à biodiversidade mundial. Diversas problemáticas são associadas às espécies invasoras, como por exemplo, alteração na composição de espécies nativas, perda de diversidade genética, alterações nos processos ecológicos do ecossistema, entre outras que estão sujeitas a serem desencadeadas.
Para os répteis, há uma elevada taxa na capacidade de se adaptar e resistir em ecossistemas dos mais variados, fato que colabora fortemente para que as espécies do grupo se tornem invasoras. A espécie S. merinae considerada o maior lagarto das Américas, é uma espécie onívora, generalista e oportunista, que traz grandes preocupações pois trata-se um grupo que pode desencadear impactos para outras espécies e desequilíbrios para o meio ambiente.
Em 1950, o teiú foi introduzido propositalmente no arquipélago oceânico Fernando de Noronha, com o objetivo inicial de controlar populações de roedores e anfíbios, entretanto não foi previsto que os hábitos do Teiú eram diurnos, diferentemente dos ratos e sapos, desta forma, a espécie buscou diversas estratégias para sobreviver, dentre elas, predar outras espécies, ovos de tartaruga e aves.
Considerado uma grande ameaça às espécies nativas, devido ao seu potencial de predador oportunista. Programas de Manejo da Espécie são frequentemente avaliados, para mitigar os impactos que a espécie apresenta no local, e conservar a biodiversidade da ilha. Em 2015 o Centro Nacional de Pesquisa e Conservação de Répteis e Anfíbios emitiu um boletim de avaliação sobre a espécie e seus impactos, foi estimado uma população de 8000 indivíduos na ilha.

### Hospedeiro de parasitas
Além dos potenciais impactos de invasão, os lagartos são considerados grandes hospedeiros de parasitas, responsáveis pela transmissão de doenças, que muitas vezes podem ser transmitidas para outras espécies e até mesmo para o ser humano. Dentre as principais espécies que afetam os teiús, são destacados os nematóides Aspronema dorsivitattum e Ophiodes striatus.
Além disso, os helmintos Diaphanocephalus galeatus e Spinicauda spinicauda são frequentemente encontradas nos répteis, assim como outras espécies também encontradas como Centrorhynchus tumidulus, Cruzia travassosi, Oochoristica sp., Oswaldofilaria petersi, Physaloptera sp. Spinicauda spinicauda.

## Aspectos Culturais
A relação do teiú com comunidades humanas é conhecida há algum tempo, sendo que diversas populações o utilizam como fonte proteica como recurso alimentar, além de sua aplicação em tratamentos zooterápicos, através da medicina popular.
De acordo com o conhecimento de comunidades tradicionais, a gordura corporal do teiú possui qualidades anti microbianas, auxiliando no tratamento de doenças respiratórias, osteomusculares, e principalmente de cunho infeccioso e inflamatório. A gordura do animal é administrada como pedra pome e também através da ingestão com outros produtos zooterápicos ou fitoterápicos
Além disso, a banho do teiú também é utilizada em superstições, sendo que há a crença que a parte posterior do animal tem o potencial de curar disfunções auditivas, quando introduzida na ouvido.
Estudos já avaliaram a capacidade antimicrobiana do extrato bruto da gordura do teiú e concluíram que o produto foi eficaz no combate às bactérias Salmonella typhimuriume e Pseudomonas aeruginosa. Entretanto a ação contra linhagens e Escherichia coli e Staphylococcus aureus foi irrelevante. Dessa forma é necessário a realização de outros estudos para a confirmação da capacidade medicinal da gordura do teiú.